# Thévétine
Les thévétines sont un groupe de composés chimiques du type des hétérosides cardiaques cardénolides extraits des tissus, en particulier des graines, de Cascabela thevetia (syn. Thevetia nereifolia, Thevetia peruviana), espèce de plantes tropicales de la famille des Apocynaceae. L'hydrolyse de ces substances donne des sucres (glucose, digitalose) et un stérol. L'analyse de la thévétine, extraite des graines, par chromatographie en phase liquide à haute performance et spectrométrie de masse a montré qu'il s'agit en fait d'un mélange de six molécules de composition très voisine : thévétine A, thévétine B, thévétine C, acétylthévétine A, acétylthévétine B et acétylthévétine C. La thévétine B est la plus fréquente avec 43 % du total,.

## Structure moléculaire

Thévétine A (C42H64O19)
Thévétine B (C42H66O18)